# Museo de Historia de la Villa (Villavieja)
El Museo de Historia de la Villa (en valenciano y oficialmente Museu d'Història de la Vila) es un museo situado en la localidad valenciana de Villavieja (provincia de Castellón, España).
Consta de cinco bloques temáticos:
- Bibliografía. De historia local donde se recogen las publicaciones más significativas, a partir de 1787.

- Arqueología. Se exhiben piezas encontradas en los yacimientos de la Muntanyeta del Castell (Edad del Bronce, Ibérico y Medieval), Muntanyeta de Santa Bárbara (poblado del Bronce y santuario hispanorromano) y Muntanyeta del Tossal.

- Guerra Civil. Se muestra el material recogido por D. Eduardo Ranch Fuster en las trincheras, tras la guerra civil española, (una bomba de aviación, cascos, morteretes, libros).

- Termalismo. Se exhibe una bañera proveniente del desaparecido balneario de Cervelló, así como retablos cerámicos, fotografías de diversos balnearios y documentación.

- Artesanía. Dedicada a la alpargata (espardenya). Se muestra el conjunto de útiles empleados para la elaboración de alpargatas de esparto, una actividad muy arraigada en la población en otros tiempos.